# جان لانيس
جان لانيس (10 أبريل 1769 - 31 مايو 1809) ، دوق مونتيبيلو الأول، وأمير سيويرز. قائد عسكري فرنسيًا وأحد مارشالات نابليون بونابرت الأكثر جرأة وموهبة وصديقاً شخصياً للإمبراطور.  كانَ لانيس أحد مارشالات الإمبراطورية الذي خدم أثناء الحروب الثورية الفرنسية والحروب النابليونية. يعتبره الكثيرون أحد أفضل القادة العسكريين في التاريخ.
أثناء مَعْرَكة أسبِيرنْ-إيسِلينج ، أصيب المارشال لانيس، أثناء وقوفه بعد أن رأى صديقه الجنرال بوزيه يُقتل برصاصة طائشة، بكُرة مَدفع تزن ثلاثة أرطال مما أدى إلى إصابته بجروح خطيرة في جسده وساقيه. ورغم محاولات الأطباء، توفي في 31 مايو 1809 عن عمر يناهز الأربعين. خلال مسيرته المهنية، أظهر لانز صفات المُهاجم (أوسترليتز ، مونتيبيلو) ، زعيماً للطليعة (فريدلاند ، أسبرن إيسلينج) أو مناوراً (أولم ، جينا) مما جعله مع دافوت أحد أفضل القادة الذين أستَعانه بهم نابليون في أوقات الشدة. سيقول الأخير عنه في مَنفاه على جَزيرة سانت هيلينا: «لانيس، أشجع الرجال ... كان بلا شك أحد الرجال القلائل في العالم الذين يمكنني الاعتماد عليهم ... نمت روحُه الشُجاعَة إلى مُستوى جَعَلت منه عِملاقاً ...». 

## الحَياة المُبكرة
ولد لانيس في بلدة ليكتور الصغيرة،  في مقاطعة جاسكوني في جنوب فرنسا. كان ابن مالك أرض الصغير والتاجر، جانيت لانز، ابن جان لانز (المتوفى 1746) ، وزوجته جين بوميس (المتوفات 1770). تم تدريبه في سن المراهقة على أن يُصبح صباغاً. تلقى لانيس القليل من التعليم، لكن قوته الكبيرة وكفاءته في العديد من الألعاب الرياضية تسببت في انتخابه في عام 1792 برتبة رقيب أول في كتيبة متطوعي جيرس، التي انضم إليها عند اندلاع الحرب بين فرنسا وإسبانيا. خدم تحت قيادة الجنرال جان أنطوان ماربوت خلال الحملات في جبال البيرينيه في 1793 و 1794 ، وترقى بسلوكه المتميز إلى رتبة قائد لواء. خلال الفترة التي قضاها في جبال البرانس، تم تكليف لانيس ببعض المهام المهمة من قبل الجنرال جاك فرانسوا دوجومييه وأوصى به المارشال المستقبلي لويس نيكولا دافوت للترقية. 

## حملات إيطاليا ومصر

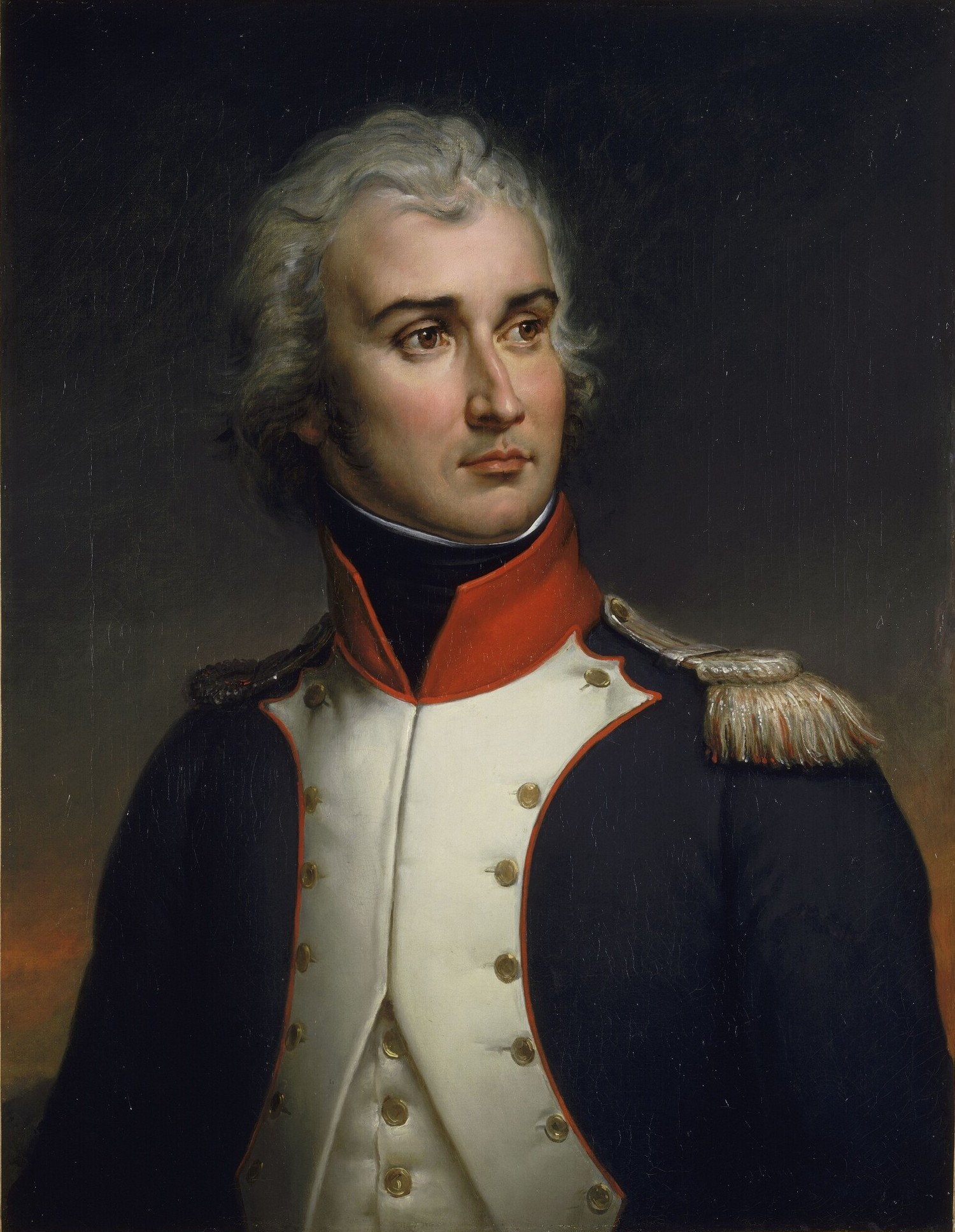
لانيس ، دوق مونتيبيلو آنذاك ، برتبة ملازم ثان في الكتيبة الثانية من الخيام عام 1792، بريشة جان بابتيست غيران.

خدم لانيس تحت قيادة الجنرال بارتيليمي شيرير، وشارك في معركة لوانو.  ومع ذلك، في عام 1795 ، نتيجة لإصلاحات الجيش التي أدخلها الترميدوريون، تم فصله من رتبته.  أعاد تجنيده كمتطوع بسيط في الجيش الإيطالي الفرنسي. خدم في الحملة الإيطالية عام 1796 ، وصعد إلى رتبة عالية مرة أخرى، حيث تم إعطاؤه قيادة لواء في فرقة الجنرال بيير أوجيرو  وبعد ذلك 3 كتائب من الحرس المتقدم في أوقات مختلفة.  تميز لانيس في كل معركة ولعب دورًا مهمًا في انتصار معركة ديجو.  في معركة باسانو، استولى على علمين للعدو بيديه  وأصيب بجروح متعددة في معركة أركول لكنه استمر في قيادة عموده شخصيًا. 
قاد لانيس القوات بقيادة كلود فيكتور بيرين في غزو الولايات البابوية. ر عندما اصطدم هو وفرقة استطلاع صغيرة بـ 300 من سلاح الخَيالة البابوي، تجنب الخطر بذكاء من خلال إصدار أوامر للرجال بالعودة إلى القاعدة، وإقناعهم بعدم الهجوم. 
تم اختياره من قبل بونابرت لمرافقته إلى مصر كقائد في أحد ألوية الجنرال جان باتيست كليبر ،  حيث تميز بنفسه بشكل كبير، خاصة أثناء الانسحاب من سوريا. أصيب لانيس في معركة أبو قير ، قبل أن يعود إلى فرنسا مع بونابرت، وساعده في انقلاب 18 برومير. بعد استيلاء بونابرت على السلطة وتعيينه قنصلاً لفرنسا، تمت ترقية لانيس إلى رتبتي جنرال فرقة وقائد الحرس القنصلي.
بالعودة إلى جيش إيطاليا ، تولى لانيس قيادة الحرس المتقدم في عبور جبال الألب في عام 1800 ، وكان له دور أساسي في الفوز في معركة مونتيبيلو،  التي أخذ منها لقبه بعد ذلك، ولعب دورًا كبيرًا في المعركة مارينغو. 

## الحروب النابليونية

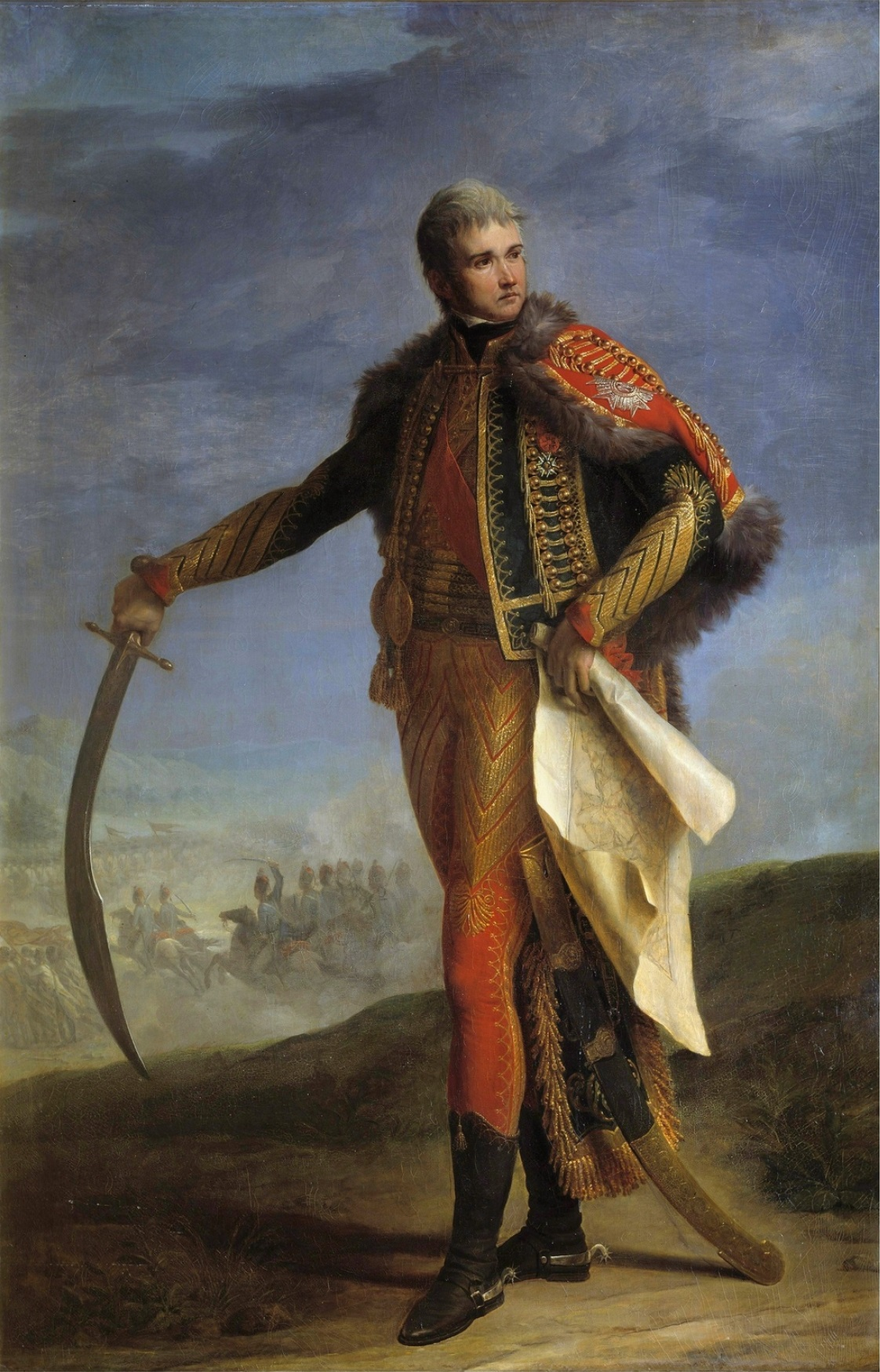
لانيس في زي عقيد الهوسار ، بريشة جان بيرين.

خطط الجنرال يواكيم مورات واللواء جان بابتيست بيسيير لإزالة لانيس على أثر عجز في الميزانية،  لكن أوجيرو أنقذه. نتيجة لذلك، لم يُطرَد لانيس تمامًا. وبدلاً من ذلك، تم إرساله سفيراً إلى البرتغال عام 1801.  تختلف الآراء حول مزاياه بهذه الرتبة ؛ ولكن لم يستخدمه نابليون لمثل هكذا منصب مرة أخرى. اشترى لانيس قصر شاتو دي ميزون الذي يعود تاريخه إلى القرن السابع عشر، بالقرب من باريس، في عام 1804 وأعيد تزيين إحدى شققه الحكومية للزيارة الخاصة من نابليون.
عند إنشاء أول إمبراطورية فرنسية ، أصبح واحدًا من أصل ثمانية عشر مارشالاً للإمبراطورية. في عام 1805 ، استعاد بالكامل ثقة نابليون.  في معركة أوسترليتز ، تولى قيادة الجناح الأيسر للجيش الكبير. خلال حرب التحالف الرابع ، كان لانيس في أفضل حالاته، حيث قاد فيلقه بأكبر قدر من الفضل في المسيرة عبر غابة تورينغيان ، وفي معركة سالفيلد (التي تدرس كنموذج اليوم في كلية الأركان الفرنسية) ، و معركة جينا. وفي معركة فريدلاند كانت قيادته للحرس المتقدم في أكثر بروزًا. 
في عام 1807 ، أعاد نابليون إنشاء دوقية سيويرز، ومنحها إلى لانيس بعد أن اضطرت بروسيا للتنازل عن جميع اراضيهت من القسمين الثاني والثالث لبولندا.
بعد ذلك، كان من المقرر أن يتم أختيار لانيس كقائد أعلى للقوات المسلحة، لأن نابليون أرسله إلى إسبانيا في عام 1808 وأعطاه جناحًا منفصلًا من الجيش للقيادة، والذي حقق به انتصارًا ساحقًا على الجنرال فرانسيسكو كاستانيوس في معركة توديلا يوم 22 نوفمبر. في يناير 1809 ، تم إرساله للاستيلاء على سرقسطة ، وبحلول 21 فبراير، بعد واحدة من أكثر الدفاعات عنادًا في التاريخ، فَتَحة لانيس سرقسطة. وقال لاحقًا، «إن هذا بونابرت اللعين سوف يقتلنا جميعًا» بعد حملته الأخيرة في إسبانيا. في عام 1808 ، عينه نابليون دوقًا لمونتيبيلو، وفي عام 1809 ، وللمرة الأخيرة، أعطاه قيادة الحرس المتقدم. شارك في الاشتباكات حول إكمول والتقدم إلى فيينا. قاد مع فيلقه الجيش الفرنسي عبر نهر الدانوب وتحمل العبء الأكبر للهجوم مع المارشال أندريه ماسينا في مَعْرَكة أسبِيرنْ-إيسِلينج. 

## الوفاة
في 22 مايو 1809 ، خلال فترة هدوء في اليوم الثاني من مَعْرَكة أسبِيرنْ-إيسِلينج ، ذهب لانيس وجلس على حافة حفرة، ويده فوق عينيه ورجلاه متقاطعتان.
بينما كان جالسًا هناك، غارق في تأمل كئيب بعد أن رأى صديقه، الجنرال بيير تشارلز بوزيه، يُقطَع رأسه بواسطة قذيفة مدفعية في منتصف المُحادثة، ارتدت قذيفة مدفع ثانية وضربته تمامًا حيث تقاطعت ساقيه. تحطمت ركبة أحدهما، وتمزق أوتار الآخر. قال المارشال، «أنا مَجروح ؛ لا شيء كثير ؛ أعطِني يدك لمُساعَدتي.» حاول الوقوف، لكنه لم يستطع.

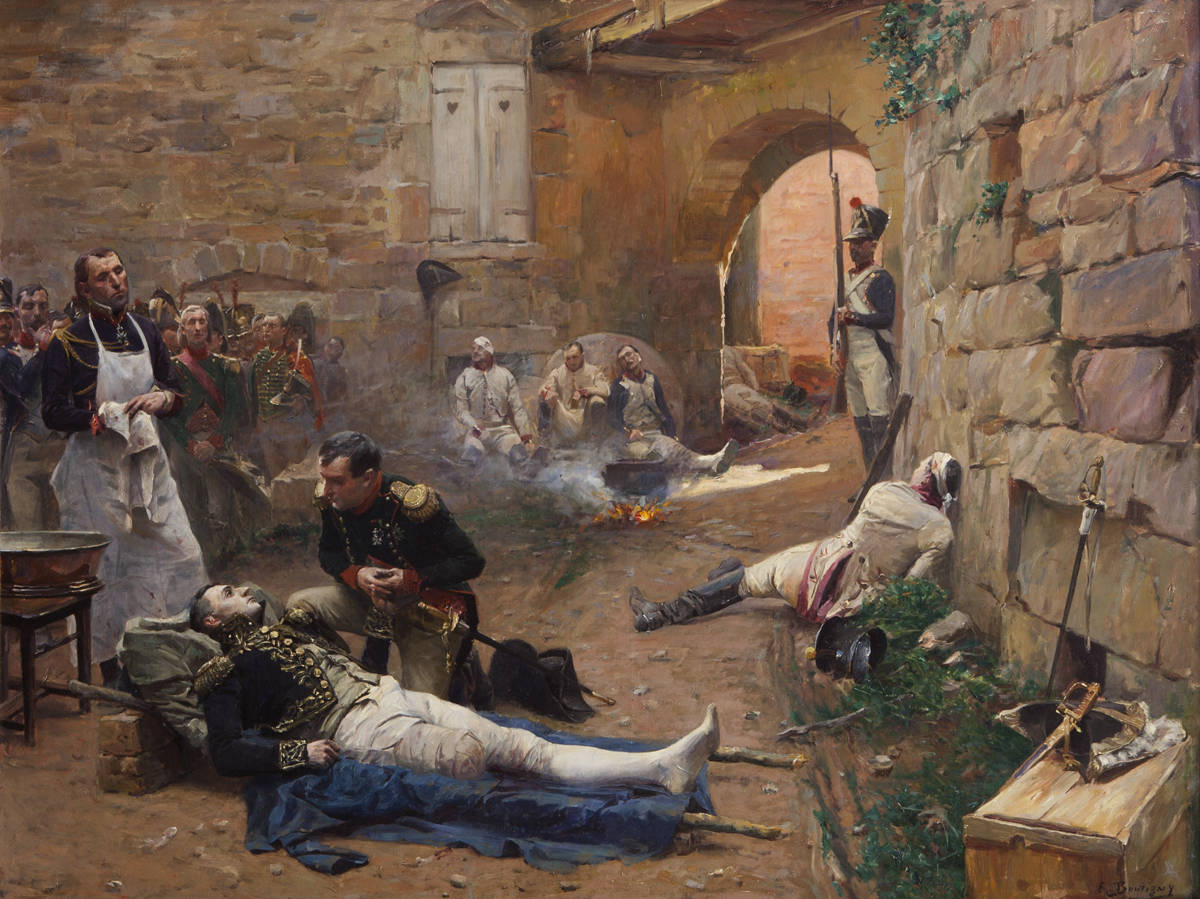
وفاة لانيس في مَعْرَكة أسبِيرنْ-إيسِلينج عام 1809 بريشة بول إميل بوتيني.

تم نقله إلى رأس جسر ، حيث شرع كبير الجراحين في تضميد جرحه. تم بتر إحدى ساقي لانيس في غضون دقيقتين بواسطة الدكتور دومينيك جين لاري. تحمل العملية المؤلمة بشَجاعة. بالكاد انتهى الأمر عندما صعد نابليون وراكى بجانب النقالة وبكى وهو يحتضن المارشال. في 23 مايو، تم نقله بالقارب إلى أرقى منزل في كايزريبيرسدورف، التي أصبحت الآن جزءًا من فيينا. بعد ثمانية أيام، توفي لانيس متأثرا بجراحه المؤلمة عند فجر يوم 31 مايو.
تم دفنه في البداية في ليزانفاليد ، باريس، ولكن في عام 1810 ، تم استخراج رفاته وإعادة دفنه في مقبرة العظماء بعد مَراسيم كبيرة.

## تقدير

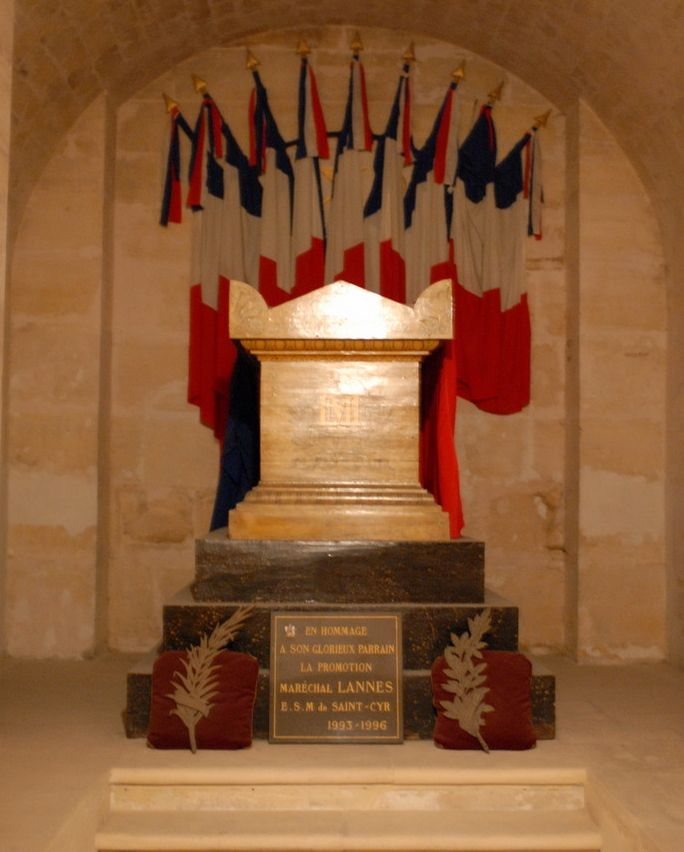
قبر لانيس في مقبرة العظماء.

يصنف لانيس مع لويس نيكولا دافوت وأندريه ماسينا كأفضل مارشالات نابليون. كان يعمل باستمرار في المهام التي تتطلب أقصى درجات الدقة والجرأة، وخاصة عندما تعتمد مجموعات الإمبراطور على قوة وتضحية انفصال أو جزء من الجيش. كان الأمر كذلك مع لانيس في معركة فريدلاند ومَعْرَكة أسبِيرنْ كما كان مع دافوت في معركة أوسترليتز وأورستيد، ويمكن تقريبًا تقدير نابليون لقدرات مرؤوسيه من خلال التردد الذي استخدمهم به لتمهيد الطريق لضربة مدمرة.
الجنرالات الموثوق بهم بالفضيلة العسكرية المعتادة، أو قادة القوات الحريصين والدقيقين مثل جان دي ديو سولت وجاك ماكدونالد ، تم إبقاؤهم تحت يد نابليون للهجوم الأخير الذي شنه هو نفسه ؛ الساعات الطويلة من القتال التحضيري ضد احتمالات اثنين إلى واحد، الأمر الذي جعل الضربة القاضية وحدها ممكنة، لم يوكل هذا الامر إلا إلى رجال يتمتعون بشجاعة غير عادية وقدرة عالية على القيادة. مكانة لانيس لنابليون لم تُشغل أبدًا. 

## المَراجع
1. ↑  Paris, Louis (1869). Dictionnaire des anoblissements (بالفرنسية). Paris: Bachelin-Deflorenne. Vol. 1. Archived from the original on 2021-07-04.
2. ↑  Rothenberg, Gunther E., 1923-2004. (2004). The emperor's last victory : Napoleon and the Battle of Wagram. London: Weidenfeld & Nicolson. ISBN:0297846728. OCLC:56653068.{{استشهاد بكتاب}}:  صيانة الاستشهاد: أسماء عددية: قائمة المؤلفين (link) صيانة الاستشهاد: أسماء متعددة: قائمة المؤلفين (link)
3. ↑  "Jean Lannes, duc de Montebello | French general". Encyclopedia Britannica (بالإنجليزية). Archived from the original on 2021-12-05. Retrieved 2019-10-14.
4. ↑  Dunn-Pattison. p. 117.
5. 1 2  Dunn-Pattison. p 119.
6. 1 2 3 4  Chisholm 1911.
7. 1 2  Macdonell, A. G. (Archibald Gordon), 1895-1941. (2012). Napoleon and his marshals. Stroud: Fonthill Media. ISBN:9781781550366. OCLC:796280659.{{استشهاد بكتاب}}:  صيانة الاستشهاد: أسماء عددية: قائمة المؤلفين (link) صيانة الاستشهاد: أسماء متعددة: قائمة المؤلفين (link)
8. 1 2 3  Dunn-Pattison, p. 120.
9. 1 2  Dunn-Pattison. p. 121
10. ↑  Dunn-Pattison p. 122
11. ↑  Dunn-Pattison p. 123
12. ↑  Dunn-Pattison p. 124
13. 1 2  Dunn-Pattison p. 125
14. ↑  Dunn-Pattison. p.126
15. ↑  Dunn-Pattison. 124-125

### المَصادر
- Clausewitz, Carl von (2018). Napoleon's 1796 Italian Campaign. Trans and ed. Nicholas Murray and Christopher Pringle. Lawrence, Kansas: University Press of Kansas. (ردمك 978-0-7006-2676-2)

- هذه المقالة تتضمن نصاً من منشور أصبح الآن في الملكية العامة: Chisholm, Hugh, ed. (1911). "Lannes, Jean". Encyclopædia Britannica (بالإنجليزية) (11th ed.). Cambridge University Press. Vol. 16.
- Dunn-Pattison، R P (1909)، Napoleon's Marshals، Little, Brown & co.، ISBN:9781428629264، مؤرشف من الأصل في 2021-12-13